# Wear OS
Wear OS, anteriormente conhecido como Android Wear, é a versão do sistema operacional Android, da Google, desenhado especificamente para smartwatches e outros vestíveis. Podendo ser pareado com smartphones rodando Android 6.0 Marshmallow ou versões mais recentes, e no iOS 10 ou versão mais recente. O Wear OS entrega a tecnologia Google Assistente e as notificações do telefone na tela do relógio de pulso. Existem também diversos aplicativos específicos e "watchfaces" disponíveis para download diretamente da Google Play Store.
A plataforma foi anunciada em 18 de março de 2014 e companhias como Motorola, Samsung, LG, HTC e Asus anunciaram sua parceria e interesse em desenvolver dispositivos com o sistema. Em 25 de junho de 2014, na Google I/O, o Samsung Gear Live e o LG G Watch foram lançados, junto com novos detalhes sobre o funcionamento do Android Wear. O Motorola Moto 360, primeiro smartwatch com tela circular a rodar Android Wear (Chamado na época), foi lançado em 5 de setembro de 2014. A Google lançou seu primeiro smartwatch, o Google Pixel watch em 6 de Outubro de 2022 no evento Made By Google.

## Ferramentas
A base do funcionamento do WearOS é realizada através de duas principais ferramentas, o "Context Stream" e os "Cue Cards".

### Context Stream
O Context Stream é a parte do sistema focada em enviar aviso das novidades, qualquer notificação recebida no smartphone conectado ao WearOS é imediatamente exibida na forma de um pequeno cartão no dispositivo vestível. Ao navegar pelos cartões, se arrastá-lo para a esquerda é possível acessar opções extras com relação ao cartão visualizado, por exemplo, em um card mostrando horários de voo, é possível encontrar opções para reservar suas passagens, enquanto que ao puxar o cartão para a direita o card é apagado, ao arrastar o card para a vertical é possível acessar outras notificações.

### Cue Cards
Os Cue Cards são utilizados para fazer aquilo que o Context Stream não consegue prever, como configurar um novo alarme, anotar um lembrete, fazer uma nova pesquisa, dentre outros. Esta ferramenta é ativada como o usuário clica no ícone “g”, desta forma tem acesso a uma lista de opções disponíveis. Além do comando por toque, os Cue Cards também pode ser acessados por comando por voz, para isso o usuário deve utilizar o comando “Ok, Google” e em seguida informar a ação que deseja executar, por exemplo, "Ok Google, Criar um novo alarme."

## Recursos

### Funções Fitness
Um dos recursos disponíveis no WearOS é a a contagem dos passos e a medição da frequência cardíaca, o sistema apresenta resumos diários desses dados, possibilitando maior controle do condicionamento físico de quem utiliza o relógio.  Além disso, o sistema possui integração com aplicativos do seguimento fitness, de forma a fornecer resultados da medição de velocidade, distância, tempo e até mesmo monitoramento de saúde.

### Reconhecimento de Voz
O Android Wear possui a função de reconhecimento de voz, este recurso exibe as informações através de "cards" , assim como no Google Now. É permitido ao usuário fazer perguntas do tipo “como está o clima no Rio de Janeiro?” ou “Que horas são em Paris?”, por exemplo, para que ele mostre as respostas na tela.

### Notificações
O intuito do WearOS é fazer com que o usuário não precise retirar seu smarthphone do bolso para verificar as notificações que estão sendo recebida, ou para atender ou desligar uma ligação. Usando o WearOS o usuário é capaz de verificar quem está ligando, ou ler mensagens de texto, mensagens instantâneas e e-mails logo que eles chegarem no seu smartphone, porém verificando-as no seu dispositivo vestível com WearOS.
Outras notificações recebidas no WearOS, são "cards" que mostram o cálculo do tempo necessário para ir ou voltar do trabalho, exibição das informações de voos agendados, pesquisa de rotas e criação de lembretes.

### Controle de Música
Através do WearOS é possível gerir o modo de reprodução de música do seu smartphone podendo pausar, reproduzir e pular faixas de música a partir do dispositivo vestível. É possível também iniciar a reprodução de música através do comando de voz, basta dizer ao dispositivo vestível “Ok Google, ouvir música”.

### Configurações do Smartphone
O sistema permite que os usuários controlem as funções de smartphone remotamente, seja por comando de voz ou por toques na tela do wearable, é possível ordenar a composição de mensagens, acesso a aplicativos, execução de músicas, alteração para modo silencioso, dentre outros.

## Versões do Sistema

### Android Wear 1.4
Em Fevereiro de 2016, a Google anunciou o lançamento da versão 1.4 do sistema Android Wear, nesta atualização foram incluídas funções de ações por voz e reconhecimento de gestos.

#### Navegação por reconhecimento de gestos
A partir desta versão, a navegação por gestos nos smartwaches foi melhorada, passando a ser possível expandir cards, acessar aplicativos ou retornar à home utilizando apenas movimentos do pulso, comandos realizados através de movimentos de empurrar, levantar ou balançar o pulso com o smartwatch. Este tipo de navegação fez com que mais funções do smartwatch pudessem ser acessadas sem a necessidade de realizar comandos pelo smartphone. 

### Android 2.0
Em 18 de Maio de 2016, durante a Google I/O 2016, foi efetuado o anúncio da versão 2.0 do WearOS. A Google anunciou que a liberação da nova versão do sistema ocorreria no segundo semestre daquele ano, e que a grande mudança seria a redução da dependência do sistema à conexão com um smartphone, dando suporte a aplicativos dedicados, além de oferecer melhor integração com apps responsáveis por fitness, como contadores de calorias e monitores de exercícios físicos, melhor suporte à mensageiros instantâneos com direito à implementação de teclados, ferramentas de reconhecimento de escrita, e respostas inteligentes.

#### Novo Design
O design do WearOS 2.0 também será atualizado para o Material Design, sendo adaptado para uma melhor experiência de uso, aproveitando cada milímetro da tela para informações úteis. 
As notificações para apps agora aparecerão no canto inferior da tela, e a gaveta de apps ficará localizada na parte superior, sempre ao alcance para quando necessário. 
As Watch Faces dos relógios agora poderão, além de ser personalizadas, exibir informações relevantes para o usuário, podendo ser configuradas para mostrar conteúdo de aplicativos como Google Fit, Spotify, Strava , dentre muitos outros, incluindo apps de terceiros. 

## Lançamento vos com o sistema
- Motorola Moto 360[10]
- LG G Watch[11]
- Samsung Gear Live[12]
- Samsung Galaxy Watch 4[13]
- ASUS ZenWatch[14]
- Sony SmartWatch 3[15]
- LG G Watch R[16]
- Tag Heuher Connected[17]
- LG Watch Urbane[18]
- Asus Zenwatch 2[19]
- Asus Zenwatch 3[20]
- Casio Smart Outdoor Watch[21]
- Fossil Q Founder[22]
- Fossil Q Marshal[23]
- Fossil Q Wander[24]
- Huawei Watch[25]
- Huawei Watch Ladies[26]
- Michael Kors Access Bradshaw[27]
- Michael Kors Access Dylan[28]
- Motorola Moto 360 Gen 2[29]
- LG Watch Urbane 2nd Edition LTE[30]
- Nixon Mission[31]
- Polar M600[32]
- Ticwatch s/e
- Ticwatch s2/e2
- Diesel On Full Guard
- Diesel On Axial

## Lista de parceiros
- ASUS
- Broadcom
- Fossil
- HTC
- Intel
- LG
- MediaTek
- Imagination Technologies
- Motorola
- Qualcomm
- Samsung
- ARM
- Casio
- Huawei
- Michael Kors
- Mobvoi
- New Balance
- Nixon
- Polar
- Sony
- Tag Heuer
- Acer